# .edu
.edu（英語：的缩写）是互联网的赞助类顶级域（sTLD）之一，主要供高等教育機構——如大學等院校使用。原本该域名供全世界的教育機構使用，甚至有部分该域名持有者与学术完全无关。但在2001年10月29日后，美国商务部与EDUCAUSE签署合作协议书，从当日起仅限美国本土受认证的高等教育机构提交新域名申请，但是原有非美国本土院校的实体如果已于该日期前注册.edu域名，仍可以无限期保留注册身份。

## 历史沿革
- 1984年，乔恩·波斯特尔和乔伊斯·K·雷诺兹（英语：Joyce K. Reynolds）起草RFC 920标准[6]。
- 1985年1月1日，.edu正式成为当时为数不多的互联网通用顶级域之一。.edu域名成立的初衷是为所有教育机构提供免费域名服务。darpa.edu、berkeley.edu、cmu.edu、rice.edu、ucla.edu、purdue.edu是首先注册的前六个.edu域名，当时的注册局是互联网络信息中心。
- 1990年以后，互联网信息中心将注册.edu的权力通过美国国家科学基金会同意的合作协议交给Network Solutions（英语：Network_Solutions）公司。
- 1993年，乔恩·波斯特尔修改了注册范围，限定注册实体为四年制的学院或大学，提供少于四年课程的社区学院因此无法注册。
- 2001年10月21日，EDUCAUSE同美国商务部签署了一份五年有效期的合作协议书用以接管.edu域名注册，由威瑞信公司提供技术支持。
- 2003年7月25日，合作协议第六次修订规定.edu域名不得以任何形式被转让，所有信息不规范的近期注册人，必须更正所有错误。
- 2003年10月，美国商务部和EDUCAUSE共同宣布开始删除不活跃的.edu域名以保证全球Whois数据库的准确性[7]，在删除操作执行前，相关的通知信息已下发到域名联系人的邮箱中。最终，所有符合要求的域名全被删除，例如allison.edu，geraldine.edu和jedi.edu。
- 2004年10月21日，合作协议第九次修订规范了允许注册.edu域名的两种实体类型。第一种是获得认证资格的高等教育机构；第二种是系统或区域的办公机构。针对后者，尤其规定必须是在本地或全国得到认可，可以行使管理职能的机构。
- 2006年2月2日，美国商务部和EDUCAUSE第十一次修订合作协议，EDUCAUSE在当年到期的合同将于9月30日续期，可以在今后五年内继续管理.edu域名；同时，EDUCAUSE将对所有.edu注册实体收取40美元的年费用于管理开销。
- 2009年8月29日，合作协议第二十次修订，EDUCAUSE被授权实现.edu域名的DNSSEC功能。
- 2011年9月30日，美国商务部和EDUCAUSE第二十三次修订合作协议，再次续展EDUCAUSE的管理时效，可以在今后五年内继续管理.edu域名。
- 2015年1月14日，合作协议第二十七次修订规定EDUCAUSE可向美国境内的实体提供DNS区域文件以便提高访问安全性。

## 外部連結
- .edu域名whois工具（英文）
- Database for Accreditation（页面存档备份，存于） in the United States (CHEA)
- Database for Accreditation in the United States (USDE)